# De amor y de sombra
De amor y de sombra es una novela de la escritora chilena Isabel Allende, publicada por Editorial Sudamericana en 1984. Fue el segundo gran éxito de la autora después de La casa de los espíritus. Fue llevada al cine diez años más tarde por la cineasta estadounidense Betty Kaplan con Antonio Banderas y Jennifer Connelly como protagonistas.
En palabras de la propia autora, «es la historia de una mujer y un hombre que se amaron en plenitud, salvándose así de una historia vulgar. La he llevado en la memoria cuidándola para que el tiempo no la desgaste, y es sólo ahora cuando puedo finalmente contarla. Lo haré por ellos y por otros que me confiaron sus vidas para que no las borre el viento...». Escrita durante su exilio en Venezuela, el amor entre Irene y Francisco es un alegato apasionado a favor de la fe en la libertad y la dignidad humanas.
Esta obra encierra los temas sobre los que giran el amor y el odio. Sobre estos dos sentimientos se desarrollan los acontecimientos de la novela como en dos caminos probables que pelean por sobreponerse uno al otro. Finalmente vence el amor con la fe puesta en la libertad y en la dignidad humana. El inicio de un amor, el sentimiento patriótico aún en el exilio.
La novela esta narrada en tercera persona omnisciente. El narrador omnisciente por momentos se vuelve objetivo en la selección de los acontecimientos narrados. Toma partida por los esto nos narra del amor

## Estructura de la novela
La novela se presenta en tres partes:
Primera parte: «Otra primavera».
Cuenta la historia de las familias Flores, Ranquileo, Leal, Alcántara, Beltrán, durante el inicio de la primavera con la dictadura de Pinochet. Plantea la acción principal desde el encuentro entre Irene y Francisco.
Segunda parte: «Las sombras».
En esta parte aparece el caso de Evangelina Ranquileo, una joven que vive en Los Riscos y parece hacer pequeños milagros dentro de su población. La narradora presenta los abusos de los militares en ese régimen dictatorial, secuestros, matanzas y violaciones. Esta parte termina con la huida de Pradelio Ranquileo a un cerro como desertor del ejército.
Tercera parte: «Dulce patria».
Francisco e Irene van a la mina en busca de los cadáveres escondidos por los militares con la esperanza de encontrar a Evangelina. Allí la encuentran junto con muchos otros cuerpos. Francisco le pide ayuda a su hermano José (el cura) para denunciar este hallazgo y difundirlo ante el pueblo. Éste a su vez, se apoya en el Cardenal, para que en nombre de la Iglesia, última institución que los militares todavía respetaban, denuncie públicamente los crímenes de la dictadura.
El ideal que mueve a los amantes a seguir la investigación es la búsqueda de la verdad que devuelva a la patria valores de libertad y democracia. La obra termina con la inevitable huida de Francisco e Irene como exiliados para resguardar sus vidas, la despedida de quienes son conscientes de la magnitud de su pérdida: dejar la patria. Pese a esta separación de la tierra chilena, Francisco e Irene se sienten fortalecidos por el amor que los une y la esperanza del regreso expresada en las últimas líneas: «Volveremos, volveremos...»

## Contextualización de la obra y en el lugar
Esta novela se desarrolla en Chile (Lonquén) su principio coincide con el comienzo de la primavera dentro de la dictadura militar chilena de Augusto Pinochet. En algunas ocasiones nombra lugares como Los Riscos, sus minas, la capital, y España.

## Personajes de la obra
Irene Beltrán: Es la protagonista femenina de la obra, es periodista, inteligente, hermosa, de limpia y fresca vitalidad. Se veía a sí misma «como un cometa navegando en el viento y asistida de su propio interior». Era muy inocente debido a la sobreprotección de sus padres desde niña, luego conoció la dureza del mundo con los sucesos narrados en la obra. Su destino se define junto al hombre que ama quien permite que la joven pueda mostrarse en toda su grandeza y valentía.
Francisco Leal: Es el protagonista masculino de la novela, fotógrafo, psicólogo, responsable. Es un hombre de ideales claros, comprometido con la realidad de su sociedad y época. Logra, a través de su amor, mostrarle un mundo desconocido a Irene.
Evangelina Ranquileo Sánchez: Es la hija adoptiva de Digna e Hipólito Ranquileo, ya que fue cambiada al nacer. Sufre de extraños ataques y se cree que puede hacer milagros como eliminar verrugas en su estado de trance. Desaparece luego de ser detenida por el teniente Ramírez, su suerte es desconocida hasta que Irene y Francisco deciden investigar a fondo su arbitraria detención.
Mario: Es un peluquero de orientación sexual homosexual, de edad mediana, impecable, refinado, exitoso famoso. Dispuesto a ayudar secretamente a quien lo necesitara. Trabaja en la revista de Irene y Francisco.
 Capitán Gustavo Morante: Es un soldado, primo y además prometido de Irene. Es fiel, honesto, leal, atractivo y derecho. Está muy enamorado de Irene, fue su primer novio y crecieron juntos en la casa de sus abuelos.
Hilda: Es la matriarca de los Leal. Madre de Javier, José y Francisco Leal, esposa del profesor Leal. Es una inmigrante española.
El profesor Leal: Padre de Javier, José y Francisco Leal. Y esposo de Hilda. Es un inmigrante español. Además es profesor de Literatura. Anarquista y pacífico.
Javier Leal: Hermano mayor de Francisco y José, activo, reservado, lamentablemente se suicida por la desdicha de no poder conseguir un trabajo y sentirse inútil. Era biólogo. Tenía una esposa e hijos, que más tarde se mudan al pueblo originario de la mujer para seguir adelante con la ayuda de sus hermanos.
José Leal: Hermano menor de Javier y mayor de Francisco Leal. Es sacerdote y plomero, además de un hombre muy humilde y muy caritativo.
Beatriz Alcántara de Beltrán: madre de Irene, interesada, egoísta, indiferente, superficial,   aristócrata; vivía en un mundo ideal y paralelo, donde los abusos por parte del gobierno no existían porque vivía en una burbuja dentro de su barrio de alta sociedad. 
Otros personajes: Rosa (nana, cocinera de Irene), la familia Ranquileo, soldados y capitanes (Rivera, Ramírez, el general), la familia Flores (Evangelina Flores), padre Cirilio (sacerdote que atendía a Evangelina), los ancianos y las cuidadoras de la Voluntad de Dios, la astróloga de la revista donde trabajaban Irene y Francisco, la esposa de Javier Leal y el cardenal. 
Estos personajes presentan características que permiten describir también diferentes ámbitos sociales e institucionales: la clase alta acomodada, el pueblo, los militares, la Iglesia. También muestran las costumbres y creencias del pueblo a través de las supersticiones en torno a Evangelina.

## Argumento
De amor y de sombra es una conmovedora historia que narra las desgracias que vivieron tres familias de Chile durante la dictadura, las injusticias y abusos de las fuerzas armadas contra el pueblo, y a la vez narra un nuevo amor. Sumerge en muchas nuevas emociones e intrigas al lector y lo envuelve en una aventura arriesgada llena de sentimientos encontrados llevándolo a vivirla junto con los personajes.
Todo se inicia en el hogar de ancianos "La Voluntad de Dios", cuya dueña es Beatriz Beltrán (madre de Irene); Irene -una joven con un estilo muy propio, de corazón generoso, ambiciosa de nuevos conocimientos sobre el mundo que le rodea y sobre todo muy aventurera-, es una periodista que trabaja para una revista escribiendo sobre diferentes temas de interés, está comprometida con un capitán (Gustavo Morante) un joven galán, caballeroso, de buena familia y profundamente enamorado de ella, que pasa lejos de la ciudad en distintas misiones para así poder superarse aún más para darle a ella una feliz, acomodada y digna vida
La Voluntad de Dios fue producto de una idea de Irene ante la necesidad monetaria que invadió su casa a raíz de la desaparición de su padre, un hombre adinerado que siempre emprendía nuevos proyectos, de carácter alegre y simpático, que tenía muchas mujeres pero que el gran amor de su vida era Irene, su adorada hija. Su esposa Beatriz -mujer de porcelana, a la que solo le importa el estatus social, la opinión de sus vecinos, el dinero, las finas y lujosas decoraciones para su casa, su apariencia física y todo lo superficial, atada a él mas por dinero que por amor, una mujer que solo servía para hostigarlo, sin importarle que su dignidad de mujer bajara al suelo dándose cuenta de los amoríos de su marido, pasándolos por alto y fingiendo ante sus amistades que eran una familia feliz y organizada- utilizaba como pretexto a Irene para tenerlo atado y no separarse de él y así seguir siendo mujer de la alta sociedad. Harto de ella, un día tras una discusión, él dijo que iría a comprar cigarrillos, pero nunca regresó, dejando a Beatriz llena de deudas. Para no permitir que su nivel bajara, por idea de Irene conservaron la planta alta de su lujosa casa para vivir ellas y acondicionaron la baja para acoger a los olvidados ancianos en sus últimos días.
La familia Leal es una familia que llegó de Europa a América a causa del exilio, familia compuesta por los padres (el profesor Leal e Hilda de Leal) y sus tres hijos: Javier, Francisco y José. Javier -el hijo mayor, casado, con hijos, caído en una crisis económica y avergonzado de no poder sostener su familia y verse en la necesidad de ser ayudado por sus padres-, se hunde en una profunda depresión, cambia de carácter repentinamente, volviéndose callado y perdido, hasta que finalmente se suicida ahorcándose. José es un padre que trabaja ayudando a los más necesitados en los pueblos olvidados, y Francisco un psicólogo, con maestría, al que su carrera no lo ampara mucho ya que el estado del país para esa época era de crisis y la gente no pagaba un psicólogo. En vista de la necesidad busca trabajo como fotógrafo y es así como llega a trabajar a la misma revista en que trabaja Irene, convirtiéndose en muy buenos amigos, a la vez que él se enamoraba día a día más del encanto de ella.
Llamados por el deber de conseguir nuevos artículos para publicar en la revista, llegan a un lugar llamado Los Riscos, para conocer a una "santa" que hace milagros. Se trata de Evangelina Ranquileo, la hija cambiada de un payaso y su esposa (Digna), "cambiada" ya que el día que llegó al mundo fue el primer día que Digna dio a luz en un hospital, porque generalmente lo hacía en su casa con ayuda de Mamita Encarnación, pero ya que su partera no podía atenderla debido a que se encontraba presa por practicar abortos ilegalmente, Digna tuvo que parir en el hospital, y como generalmente acostumbraba a inclinarse para ver el momento en que su bebé salía de la matriz, supo que la niña que le entregaron no era la suya, su criatura debería ser trigueña, de pelo oscuro, y ojos grandes y negros, no como esa que le dieron, blanca, ojos claros, pelo claro y frágil. Minutos después de que ella reclamara, otra mujer empezó a alborotarse por el mismo asunto, y los médicos las amenazaron con llamar a la policía para que se las llevaran por calumniar al personal del hospital, así que ambas se quedan calladas y deciden no cambiar a las niñas si no era por trámites legales, y deciden ponerles el mismo nombre por si algún día las cambiaban de nuevo. Es así como nacen las Evangelinas cambiadas, una Flores y la otra Ranquileo, que conocen su historia pero que no le dan importancia ya que aman a sus familias de crianza. Lo de los milagros se inició un día que hubo asamblea de ranas, el pueblo se llenó de ranas, un fenómeno nunca antes visto, todos estaban observando fuera de su casa, pero Digna, que pensó que ya no tenía nada que estar viendo ahí, entra a su casa y lo que encuentra es a su hija arqueada, jadeando como hembra en celo, echando espuma por la boca con los ojos volteados, y los platos cayéndose, los muebles temblando; los perros empezaron a ladrar y en el techo cayó una lluvia de piedras invisibles. Desde entonces todos los mediodías ocurría la misma escena en casa de los Ranquileo. Digna, desesperada, busca ayuda con curanderos, con Mamita Encarnación, con los médicos, con el pastor de la iglesia evangélica y con el padre de la católica; nadie logra ayudarla y lo único que consigue es un montón de gente cada mediodía afuera de su casa para ver el infortunio de su hija. En una ocasión un hombre se tropezó en el momento en que Evangelina estaba dominada por ese quién sabe qué, y tocó la cama en que se encontraba la niña; al día siguiente unas ampollas que tenía en su mano habían desaparecido. De ahí en adelante se le atribuye el título de milagrosa.
Irene y Francisco llegaron al lugar para presenciar, entrevistar, fotografiar e investigar el caso. Todo se inició al mediodía, Irene se espantó y buscó refugio en Francisco; en ese momento los carros de una de las tropas del ejército desviaron la atención de los espectadores. El teniente Ramírez se bajó junto a sus hombres, entre los que estaba Pradelio, el hijo mayor de los Ranquileo; apartaron a todo el mundo y el teniente amenazó con llevarse a Evangelina por andar armando semejantes alborotos, diciendo que lo que necesitaba era un escarmiento, que él le iba a quitar esos ataques. Pero al entrar para llevársela se espantó y salió de la casa disparando con toda su tropa; Evangelina salió y el trató de agarrarla, sin contar con que ella se defendería y lo dejaría avergonzado frente a toda esa gente: lo levantó y lo golpeó como ningún hombre lo había golpeado en su vida; Francisco fotografió cada instante del suceso, pero cuando los militares subieron al carro para huir de ese demonio, uno de ellos regresó para destruirle el rollo y no quedó ninguna evidencia de lo sucedido más que las narraciones de todos los ahí presentes.
Días después, el teniente regresó a casa de los Ranquileo y se llevó a Evangelina, de la que no volvieron a saber, así que Digna acudió a Irene para pedirle ayuda en la búsqueda de su hija. Así es como se inicia una aventura macabra para la vida de Irene, que va a averiguar sobre su paradero donde el mismo teniente Ramírez; éste le dice que dejaron libre a Evangelina al día siguiente en la mañana, y que se fue a la ciudad a buscar trabajo como empleada doméstica. Días más tarde Pradelio llega a casa de su madre para informarle que ha desertado, que lo buscan para matarlo, y se va a esconder a la montaña viviendo primitivamente, donde llega Irene y Francisco para conseguir información sobre la desaparecida. Pradelio les cuenta que siempre estuvo enamorado de su hermana de crianza, y que tenía fantasías sexuales con ella, que la amaba, que siempre ella inundaba su pensamiento y que al darse cuenta de lo que le ocurría le había contado al teniente (que era de su gran confianza) todo sobre ella, que fue así como el teniente se ofreció a ayudarle y fueron en busca de Evangelina, y que después de lo ocurrido en su casa lo habían encerrado en una celda del olvido, y luego el coronel lo había dejado escapar en un momento en que el teniente no estaba.
Pradelio quería vengar a su hermana, pero también tenía que velar por su vida, y sin intención alguna de revelar secreto militar alguno, invadido de aflicción les dice que sospecha que Evangelina está en la mina de los Riscos, una mina olvidada, a la que está prohibido el paso. Francisco e Irene asumen el peligro y van a ella, entran, excavan y descubren el cuerpo muerto de Evangelina; esa noche ambos quedan mudos, y se refugian en una caseta abandonada a esperar que amanezca para regresar a sus casas. En medio de ese ambiente tenebroso se sienten cerca, y se entregan el uno al otro, amándose como nunca antes, entregándose completamente el uno al otro e inician un nuevo amor, regresan a sus casas a la mañana siguiente y acuerdan volver a la mina para excavar más, por si hubiera otro secreto escondido en ella. Así descubren una gran cantidad de cadáveres humanos, se lo cuentan al profesor Leal y a Hilda, y llegan a la conclusión que ese secreto debe ser descubierto, y la única institución que puede llegar ahí sin ser eliminada del mapa es la iglesia.
Entre todo este hallazgo se juegan también los sentimientos entre Irene y Francisco; pronto Irene habla con Gustavo y le dice que no puede seguir con él porque ama a otro, Gustavo se retira de ella, triste, derrotado, sin preguntas.
Luego Francisco acude a donde su hermano José para así mostrarle las fotografías que tomó de los cadáveres y pedirle ayuda para que el secreto sea revelado, José se reúne con el cardenal y le dice lo que le contaron bajo secreto de confesión, omitiendo hablar de Irene y Francisco para no involucrarlos y tratar de resguardar sus vidas; el cardenal hace un comité para ir a la mina, y es así como la noticia llega a oídos de todo el país.
Irene trata de averiguar cómo habían sido todos los hechos de la muerte de Evangelina y entrevista al coronel que liberó a Pradelio. El coronel -persona peculiar, que acostumbraba a anotar en una libreta que siempre llevaba consigo cada suceso importante o no importante que ocurría durante el día- entre copas le relata a Irene todo lo que vio la noche del asesinato. El Teniente había salido de su oficina con un bulto que subió en su camioneta, abandonado el cuartel y regresado ya para el amanecer con el carro todo sucio; nadie preguntó nada, pero el coronel imaginó todo lo que había ocurrido en esas horas que el teniente se ausentó, imaginó cuando la vio casi inmóvil en la camioneta. Martirizándose en parte porque tiene una hija de la misma edad, pero como sintiéndose feliz de hacerle pagar por la vergüenza a la que lo había expuesto en público, como un animal salvaje el teniente se abalanzó sobre Evangelina violándola y luego mirándola indefensa y casi muerta, le disparó, la arrastró y la enterró en la mina, regresando al cuartel a escribir en el libro de reportes que había gastado una munición matando a un perro rabioso… Al terminar este escalofriante relato Irene tenía grabada toda una valiosa confesión en una grabadora oculta. Temió porque el coronel escribía sobre su encuentro con ella, y eso la podía involucrar en grandes líos, pero procuró mantener la cordura, sin suponer que esa misma tarde el coronel moriría atropellado por un carro, y la libreta de apuntes desaparecería. Días más tarde Irene iba entrando a las oficinas de la revista cuando pasó un carro perforándole el vientre de balas, quedando debatida entre la vida y la muerte varios días en un hospital, donde Francisco le ofrece todo su amor y la acompaña en cada momento, entregándose durante largas pláticas juntos en espíritu y alma, fortaleciendo su amor, la madre de Irene se sumerge en la creencia de que lo que le ocurrió a su hija fue una equivocación, pasando por alto el que llegaran a catear su casa, llevándose del cuarto de Irene todas sus cintas grabadas.
Francisco y Mario (un homosexual fino, adinerado, estilista de las modelos de la revista y de las esposas de los hombres de poder, muy amigo de Irene y Francisco) se percataron que afuera del hospital había muchos civiles vigilando, acechando como para terminar de matar a Irene. Irene le dice a Francisco que vaya a "La Voluntad de Dios" donde Rosa, la empleada y nana amada de Irene, quien lo deja pasar y lo conduce hasta donde una anciana aún muy lúcida que fue bella y famosa actriz. Ella tiene algo que entregarle, Irene como siempre trataba de hacer a los ancianos sentirse útiles e importantes, en una ocasión que la anciana le comentó que quería morir porque no tenía nada importante ya, la quiso hacer cómplice de la aventura y le dio a guardar las grabaciones de las conversaciones con el coronel, sin siquiera imaginarse lo que le iba a ocurrir después… Estas confesiones Francisco las hace llegar a quien corresponde para hacer justicia a los muertos de las minas.
Mario estructura un plan de escape tan pronto como Irene logra ponerse en pie; los transforma completamente, les cambia el color de cabello, la forma de las cejas, y muchas cosas más, dejándolos irreconocibles hasta para ellos mismos, le coloca una panza de embarazada a Irene y salen del hospital… Se hospedan unas semanas en el apartamento de Mario, quien planea el escape final para sacarlos del país pasando desapercibidos ante los militares. Mario se encarga de avisar a la madre de Irene y hace una cena de despedida para esas dos almas enamoradas que partirán; Francisco se despide de sus padres con mucho dolor, y a la mañana siguiente llega un carro de fumigadores de plantas, donde se van Irene y Francisco disfrazados, hasta llegar al siguiente punto donde una mujer les da un carro, papeles falsos y todo lo que necesitan para cruzar el país desapercibidos. Se hospedan una noche en un hotel del camino, y la siguiente en otro cerca de un volcán donde les parece estar de Luna de Miel, mientras esperan a un hombre que les lleva unas mulas para cruzar junto con ellos la cordillera nevada y atravesar la frontera por donde solo hay soledad, diciéndoles que tienen que apresurarse porque el administrador del hotel donde se habían quedado la primera noche sospechó de ellos y los había denunciado. Así emprenden su viaje mientras Irene va pensando en lo que deja atrás, no solo amigos, infancia, madre, sino también su país. Se marchan invadidos de tristeza, sosteniéndose el uno al otro, diciendo "Volveremos".
Se sabe que el teniente fue encarcelado gracias a las valiosas grabaciones, pero liberado muy pronto por nuevas leyes improvisadas y colocado en un mejor puesto, pero siempre odiado por el pueblo, y temeroso por los rumores de que Pradelio Ranquileo aun vive y busca la ocasión de vengar a su hermana. También se sabe que Gustavo Morante es asesinado por tratar de cambiar el rumbo de las fuerzas armadas, interponiéndose a las barbaridades que hacían con el pueblo y tratando de convertirla en lo que debería de ser.
Con esas palabras… Volveremos… Volveremos finaliza la novela, palabras que encierran todos los sentimientos de quien realmente ama su Patria y no quiere abandonarla. Después de todo lo sucedido, Irene siempre llevará su Patria, sus creencias y cultura en el corazón.